# Shigella flexneri
Shigella flexneri é uma bactéria bacilar, gram negativa altamente contagiosa que causa shigelose. Shigellose é um tipo de infecção intestinal que causa febre, cólicas e diarreia com sangue e muco (disenteria bacteriana). S. flexneri não formam esporas, anaeróbias facultativos, sem motilidade e a produzem toxina Shiga. Não fermenta lactose.

## Patologia
Além de disenteria bacteriana em humanos e outros primatas, em crianças podem causar Síndrome hemolítico-urêmica em crianças, uma doença renal com alta mortalidade.

## Fatores de virulência
Possui plasmídeos que codificam um sistema de secreção de tipo 3 (T3SS), proteínas antigênicas de invasão plasmídeo Ipa e IcsA (usado para a propagação da célula-a-célula). Possui lipopolissacarídeos (LPS) que definem sub-espécies. É capaz de inibir a apoptose das células epiteliais e induzir apoptose dos macrófagos.

## Tratamento
É suscetível a ampicilina, ácido nalidíxico, ciprofloxacino e cotrimoxazol. Resistente a dapsona.